# قاعة جيسلتون الماسونية
قاعة جيسلتون الماسونية في كوتا كينابالو الحالية، صباح ماليزيا. هي مكان اجتماع المحافل الماسونية في منطقة جيسلتون السابقة. تم افتتاحه عام 1951 أثناء حكم التاج البريطاني.

## تاريخه
منذ ثمانينيات القرن التاسع عشر، كانت هناك خطط لإنشاء محفل ماسوني في منطقة بورنيو البريطانية. في 26 يناير 1951، أسست الماسونية جذورها الراسخة في مستعمرة التاج في شمال بورنيو بتكريس محفل كينابالو. ثم تم اتخاذ خطوة في عام 1960 لتشكيل فرع القوس الملكي بموجب الدستور الاسكتلندي في جيسلتون، بدعم من مكتب جيسيلتون، ومكتب إلوبورا، ومكتب بروناي، والتي بلغت ذروتها في الاجتماع الافتتاحي لفرع القوس الملكي في شمال بورنيو في 19 يناير 1962 في المدينة.